# Sant Greal
|  | Aquest article tracta sobre la llegenda. Vegeu-ne altres significats a «Sant Calze». |

El sant Greal (també Graal, Grial, Gresal) és un objecte llegendari que apareix en moltes obres narratives medievals, especialment en les novel·les artúriques. És quelcom d'indefinit que el Rei Artús i els seus cavallers han de trobar i que, en un moment donat, s'identifica amb el Sant Calze. En resulta la barreja entre un mite germànic antic i la simbologia cristiana el que dona la llegenda següent: el Sant Calze va recollir la sang de la crucifixió de Jesucrist (recollida per Josep d'Arimatea) i a més, segons algunes versions, era el mateix calze emprat per Jesucrist en l'Últim Sopar. Com que la copa té forma d'aparell reproductor femení, d'aquí podria venir el símbol de la vida eterna, renovada en cada dona; així, aquell que begui del calze sagrat assolirà la immortalitat, per això és un bé tan preuat. A més, només els dignes aconsegueixen veure'l, el viatge de recerca és una prova de coneixement d'un mateix que pocs superen.
El sant Greal és un dels temes centrals de l'òpera de Wagner Parsifal.
Una reproducció d'aquest objecte sagrat és el que porta Tirant lo Blanc sobre l'elmet. Segons diu la tradició, el rei Martí I l'Humà, n'era el dipositari, i després de la seva mort va anar a parar a un lloc de la corona d'Aragó, concretament a la seu de València.

## Chrétien de Troyes i la llegenda del sant Greal
Chrétien de Troyes (1150-1190/1200) és considerat un dels millors novel·listes de la història i el primer novel·lista francès; és per això que la seva obra ha esdevingut una de les més estudiades i llegides. Els seus cinc llibres tenen com a protagonistes joves cavallers valents i formosos que lluiten heroicament. Entre les seves obres, hi podem trobar Perceval o el Conte del Graal, el seu l'últim conte que conté només 9.000 versos que va escriure l'autor entre 1180 i 1190 i que va deixar sense finalitzar, probablement a causa de la seva mort.
En aquest, el protagonista, el jove Perceval, viu amb la seva mare al bosc, on en morir el seu pare la mare s'ha amagat per allunyar-lo dels perills de la cavalleria, i allà romanen sense tenir cap mena de contacte amb el món ni amb cap cavaller; però, un dia passen els cavallers del rei, i ell, que no coneix res ni ningú, queda enlluernat i els confon amb àngels. Pres de la seva pròpia ignorància, decideix seguir-los, deixant la seva mare tan immersa en la tristesa que cau morta. A partir d'aquí, en els primers episodis, el jove Perceval aprèn a fer servir les armes sota el guiatge del cavaller Gornemand de Goor, que li ensenya també les virtuts de la cavalleria. En una altra de les seves aventures, descobreix l'amor per la donzella Blancafor, la qual el guiarà en les seves gestes. Quan va a cercar la seva mare, troba el castell de l'invàlid rei Pescador, dins del qual troba una estranya comitiva envoltada d'una gran llum: un noi que porta una llança que té una gota de sang a la punta; el segueixen dos nois que porten uns canelobres d'or fi i al final un personatge que sosté un greal entre les mans, el qual és fet d'or pur i de les pedres més boniques i precioses. El jove va veient passar la comitiva cap a altres cambres, però, tot i la seva estranyesa, decideix no fer cap pregunta seguint els consells de Gornemand i, així, havent sopat, es queda adormit. L'endemà en despertar-se troba el castell buit i, així, quan marxa, decideix que ha d'esbrinar quin misteri s'amaga rere el greal. Quan Percival torna a la cort del rei Artús, una donzella lletja l'acusa de no haver preguntat al rei Pescador sobre el 'greal'. Davant aquests atacs, el cavaller decideix aclarir el misteri.
(373b) 3221
Le graal, qui aloit devant,
de fin or esmeré estoit ;
pierres precieuses avoit
el graal de maintes menieres,
des plus riches et des plus chieres
qui an mer ne an terre soient ;
totes autres pierres valoient
celes del graal sanz dotance.
Tot autresi con de la lance
par de devant lui trespasserent
et d'une chanbre an autre alerent.
Et li vaslez les vit passer
et n'osa mie demander
del graal cui l'an an servoit,
que il tozjorz el cuer avoit
la parole au prodome sage.
Se criem que il n'i ait domage,
que j’ai oï sovant retraire
que ausi se puet an trop taire
con trop parler, a la foiee.
Bien lor* an praingne ou mal l'an chiee,
ne lor anquiert ne ne demande.
Li sires au vaslet comande
l'eve doner et napes traire.
Cil le font qui le doivent faire
et qui acostumé l'avoient.
Li sire et li vaslez lavoient
lor mains d'eve chaude tempree,
et dui vaslet ont aportee
une lee table d'ivoire.
Ensi con reconte l'estoire,
ele estoit tote d'une piece.
Devant le seignor une piece,
(373c.3253)
et devant le vaslet, la tindrent.